# Potentilla multisecta
Potentilla multisecta är en rosväxtart som först beskrevs av S. Wats., och fick sitt nu gällande namn av Per Axel Rydberg. Potentilla multisecta ingår i Fingerörtssläktet som ingår i familjen rosväxter. Inga underarter finns listade i Catalogue of Life.